# S/PDIF

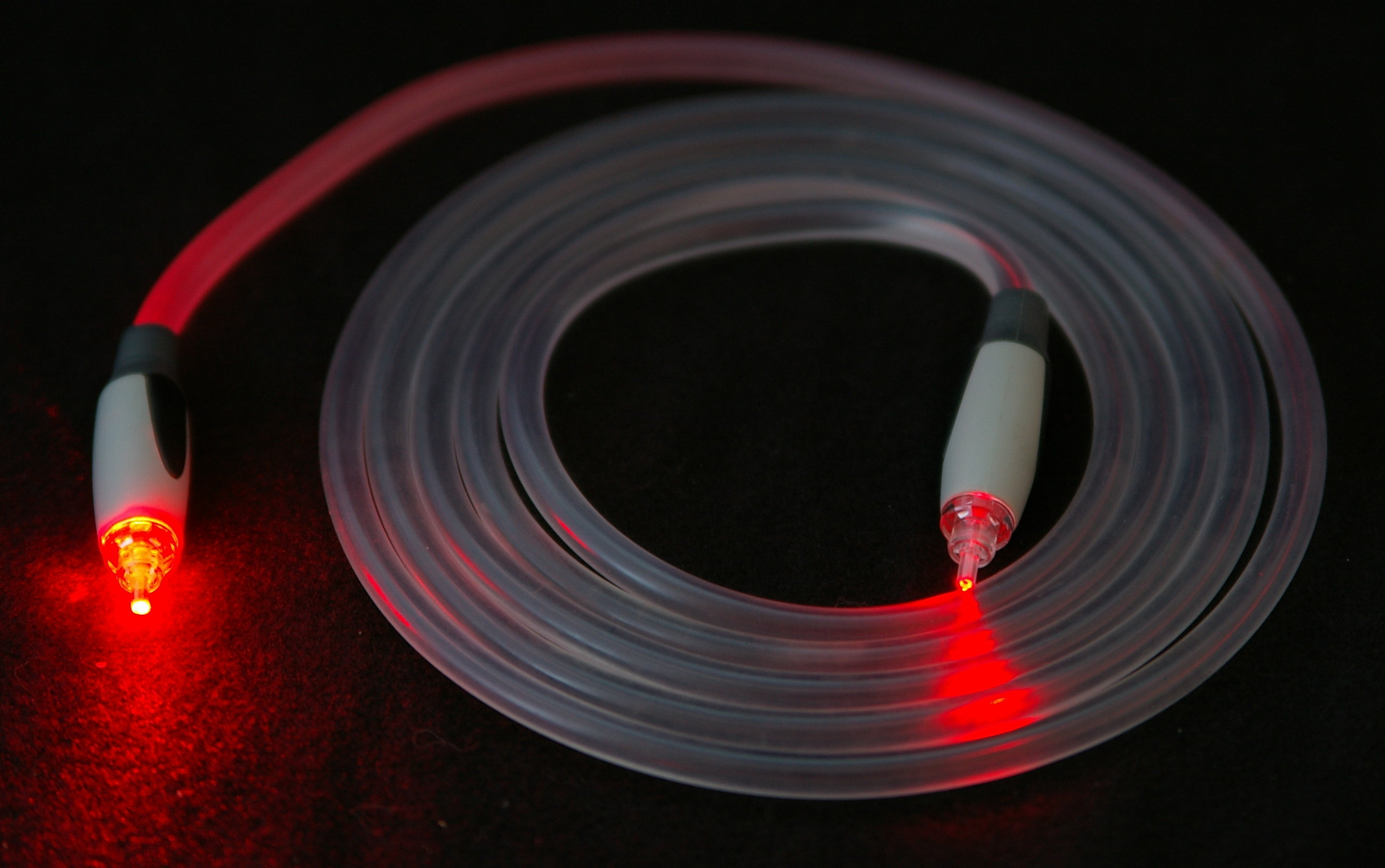
光纖線材

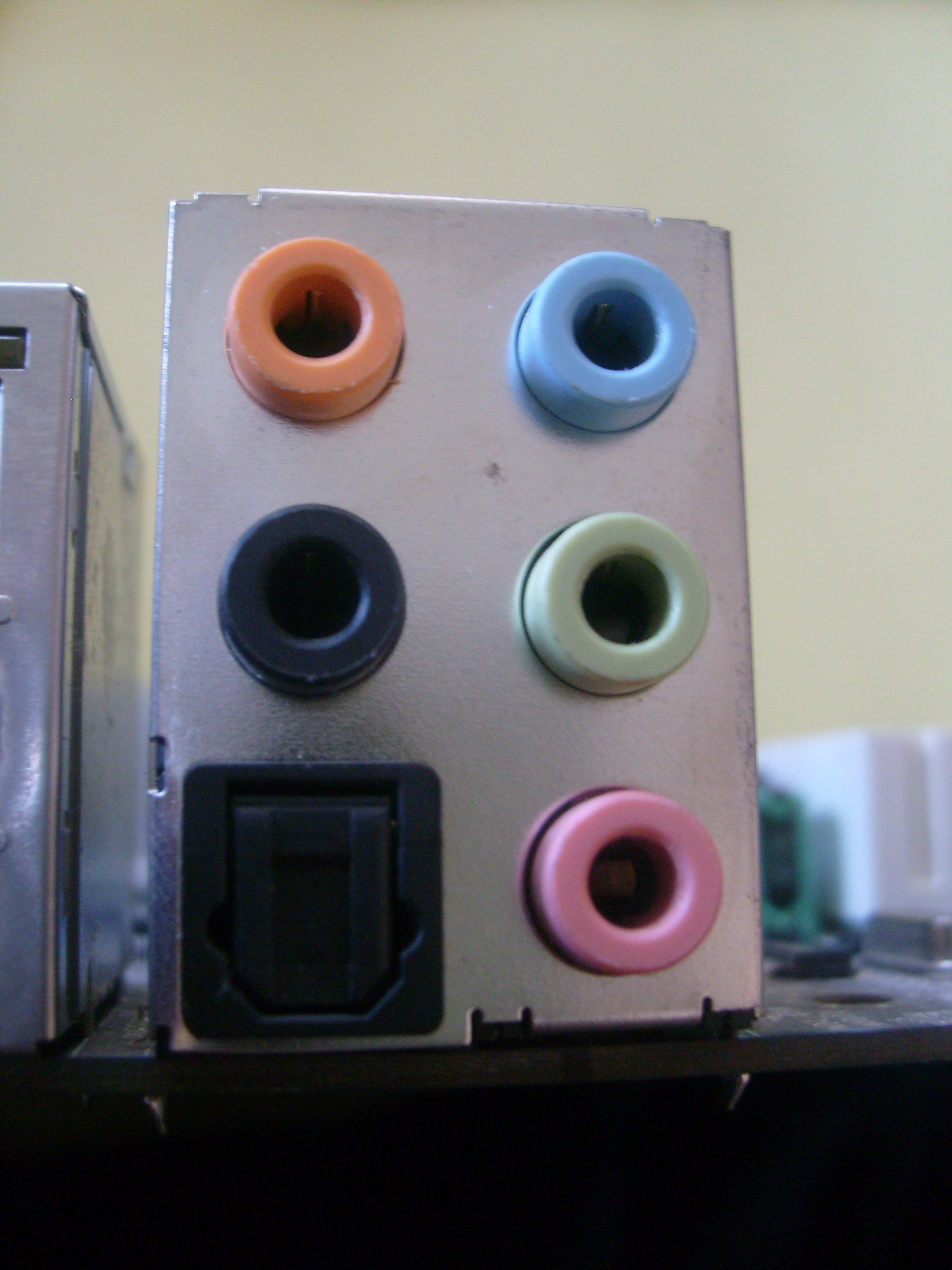
左下：主機板上的光纖插座，配備保護蓋

S/PDIF（Sony/Philips Digital Interface Format）是一種數位傳輸介面，可使用光纖或同軸電纜輸出，把音訊輸出至解碼器上，能保持高保真度的輸出結果。廣泛應用在DTS和杜比數位上。
S/PDIF較不同於I²S的地方，在於S/PDIF能以單線傳輸。
SPDIF如果用作傳輸PCM數據的話只能支持到2聲道，如果想要支持多聲道的話，需要將數據進行壓縮，目前工業界的實際壓縮算法有兩種：Dolby Digital(AC-3, 5.1)或者DTS Audio。
所以想通過SPDIF傳輸5.1聲道音訊的話，首先音源得是經過壓縮的，其次後段要有解碼設備。
另外，Dolby Digital和DTS Audio都只支持5.1聲道音訊，Dolby Digital+ (EAC-3)才能支持7.1聲道音訊，但是SPDIF不支持傳輸EAC-3數據，只有HDMI 1.3以後才支持做EAC-3 pass through。所以若要在SPDIF上傳輸7.1聲道音訊的EAC-3數據的話，需要以前端的播放設備（硬件或者軟件）將EAC-3先轉成AC-3，也就是說變成5.1聲道音訊才能進行。

## 三針插座

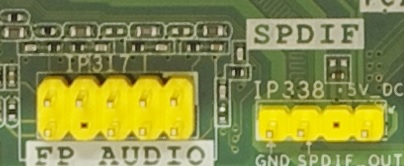
主機板上的三針插座：
1) 接地
2) 信號
3) 防呆槽
4) 5V

主機板和音效卡上的S/PDIF插座是三針的。早期的是三針連續，後來加了一格防呆，變成四減一針。
如果只是傳送音頻信號，使用兩針便足夠。早期的顯示卡要跟音效卡連接，否則HDMI只有畫面沒有聲音，而這些顯示卡只有兩針S/PDIF座插。 如果用作光纖輸入輸出，便需要第三針提供電力。